# Screamo
Screamo（为了与Emo区分而有译作嚎叫情绪）是一種硬蕊龐克（Hardcore punk）的子類型，大多承襲於Emo這種音樂類型，與其他在1990年代的音樂。「Screamo」這個詞源先是用在1991年發展於美國聖地牙哥一些比較激進的Emo樂團，他們利用曲長較短的創作，結合抽搐般的強度來刻意實驗出不和諧與力度變化。
說起Screamo就不得不提到Emo，雖然大多數Screamo樂隊很反感外界對他們的身世探究，而且一直可以在音樂和感情上與Emo保持著相當的距離。但是，他們無法消除Emo在他們的音樂中烙下的“胎記”，以至於他們永遠無法擺脫令他們深惡痛絕的卑賤血統和“私生子”身份。
1984年，華盛頓的地下搖滾樂圈浮現出了一支背離傳統曲風的朋克/硬核樂隊《春天的祭禮》（Rites of spring），樂隊主唱ROS以極度情緒化的歌詞，在歌曲中暴露著個人化的情感和十分危險的情緒，這種帶有明顯攻擊性的音樂風格和令人肝腸寸斷、撕心裂肺的情緒化表演方式，以及歌曲中傳遞出的痛苦甚至扭曲的脆弱敏感情緒，給聽著帶來了一種前所未有的觸動。可以說“春天的祭禮”是第一支真正意義上的Emo樂隊。
```
Emo的音樂風格上很接近流行朋克，但是遠比流行朋克復雜；歌詞內容非常個人化，像意識流的抒情詩或者是自我的懺悔。即使EMO音樂缺少一些陽剛之氣但是繼承了硬核音樂追求真實和抵製商業文化的精神。
```

90年代後期，美國青年對純粹的硬核音樂的熱情逐漸衰退，取而代之的是趨近商業的流行朋克和新金屬，Emo也開始在自己的音樂中融入清晰明亮的吉他或者鍵盤的即興回复段落，更加強調音樂的旋律的悅耳動聽，而這種符合潮流的音樂最終取悅的注定是主流市場。
於是，幾經濃妝粉飾的Emo音樂，終於登堂入室，成為了討巧的另類主流音樂，成為流行媒體的新寵。
```
Emo開始變得無處不在，搖滾樂壇似乎也被這幫粗暴兇惡的外表隱藏著溫吞血液和脆弱情感的「披著羊皮的狼」們所主導。
```

任何一種新興文化形式的出現直至作為一種大眾文化存在下去，必將招致人們對它存在的意義和價值質疑，更何況他是以一種妥協的姿態存在著，這將招來更多的非議。一些樂評諷刺的說:Emo最為顯著的特徵就是“清脆響亮的吉他來復加上哭哭啼啼的歌詞”。
樂迷則更加不留情面的將Emo批評為“軟核”（Softcore）或者「雌性激素氾濫的朋克樂」。
而那些拒絕妥協的樂手們對抗主流文化的方式則是最為直接、最為現實也更為行之有效，那就是做出更為暴戾、更為吵鬧的「噪音核」（Noisecore Emo），或者索性從傳統Emo音樂的戚戚哀哀中徹底抽身出來，創作出更具破壞性，更具爆發性和挑釁性，也更真實、誠懇的音樂。
當時很多樂手吸收了80年代哥倫比亞州的朋克/情緒樂隊如：Fugazi以及《春天的祭禮》等樂隊的音樂中傳遞的社會和政治方面的信息和態度，產生了一批結合了金屬的音色和硬核的價值觀而詞作上更為激烈、尖銳和痛苦的樂隊，包括Earth Crisis、Neurosis以及Cave In等。
他們激發了更多的音樂人打破金屬和硬核的界限，推進這兩種音樂的共同發展。無論創作初衷如何，他們的行動直接促成了日後的Screamo音樂的產生。
同早期的硬核朋克一樣，Screamo也出現於美國的東北部和東海岸。
源自Emo的Screamo雖然帶有明顯的Emo痕跡，但是它的音樂的攻擊性和侵略性較Emo要凶狠的多。
這類音樂中充斥著硬核急速嘯叫的吉他，但音樂旋律較為流暢，而歌手則已充滿挑戰的尖叫，聲嘶力竭的呼喊出鬱結心頭的苦痛苦和憤懣，這種音樂不但具有朋克和硬核的特質，並且由於樂手來自不同的音樂陣營，以及對各種音樂風格成分龐雜的汲取，以至於他們的音樂又帶有深重的金屬特點。
鑑於風格源頭，Screamo還是要分兩派。一個是更偏向朋克，比如:Thursday、Taking Back Sunday、The Used、Underoath等；另一派則是更偏向於金屬，如：Atreyu、Poison The Well、Story of the year、Funeral for a friend等。 
Screamo在音樂態度、審美觀和價值觀上雖然沒有傳統硬核那樣蠻橫，但比起鼻涕眼淚的Emo卻已經足夠生猛、凶悍了，歌曲詞作涉及的題材也遠比EMO單純反應自殺、女人和自身苦痛經歷的創作主題要開闊許多，死亡、毀滅、絕望、痛苦和混亂成為了他們音樂共同的主題。
作為Screamo重要特徵的尖聲叫喊的演唱方式，在搖滾史上已經由來已久。現在在一些硬搖滾樂隊，特別是死亡金屬的一些分支流派，更是在演唱中融入呼喊、咆哮。
搖滾史上最著名的尖叫聲也許應該首推The Who的主唱Roger在樂隊1971年的經典歌曲《Won't get fooled again》中的原始嚎叫。
但樂迷對這種駭人的叫聲卻情有獨鍾：“在聽鄉村歌曲中的時候，你會期待帶著碩大牛仔帽的歌手在他們的演唱中插入岳得爾調，Screamo歌手為什麼就不能用血脈噴張的嘶吼來表達情緒。
當然那些Screamo樂手也不是僅僅憑藉尖叫聲掩蓋創作能力的匱乏，正好相反，他們有著超乎其他搖滾樂手的才能。他們在歌曲中用明了而機警的詩句表達著年輕一代的悲哀和焦慮。在他們的音樂中流淌著美妙的旋律，音樂的風格也表現出於他們年齡不符的成熟與睿智。
另外，樂手驚世駭俗的颱風也是Screamo的一大特色。 Jonathan Dee在他發表於2003年6月29日《紐約時報》的文章《The Summer of Screamo》中這樣描述The Used的主唱Bert McCracke的演出現場：“與其說他是在表演不如說是在舉行向歌迷獻身的宗教儀式。他傾盡了自己的感情和精力，不停的地跳躍、狂跑，最後縱身躍入台下高舉雙手的人群中，宛如一場獻身的祭禮。”這樣的感情宣洩，這樣表達親密與純潔的冒險方式在主流音樂中是罕見的。
Screamo樂隊和他們的硬核、EMO前輩一樣，在早期是長期處理地下狀態的，只能在一些獨立地下廠牌DIY一些七寸唱片。很不辛，當時很多Screamo樂隊同早期的EMO樂隊一樣短命，通常只發行一兩張七寸唱片後就銷聲匿跡了，這種狀態持續了很多年，大大限制了Screamo作為一種新生搖滾樂流派的發展。
近年，網絡的傳播和銷售在很大程度上幫助了Screamo的流傳。樂迷們通過eBay，在網上交換或是出售他們收藏的一些樂隊早期作品的稀有版本，甚至是絕版唱片。這些拷貝在網上被叫買到令人瞠目結舌的價格，而這些唱片在最初發行的時候最多買到十美元。
Screamo的漸趨流行於當下美國青少年厭倦了被動跟隨主流文化，厭倦了老套的資本主義價值觀不無關聯。 “人們希望能夠形成自己對事物的看法，他們希望他們聽到的歌是寫給他們自己的。”Atreyu的主唱Alex Varkatzas說。的確對於很多人來講，Screamo太過於粗野，製作也過於粗糙，很難得到主流的肯定和商業上的成功。但是事實證明，在當前靜如死水，走勢低迷的搖滾市場，他們已經取得了廣大樂迷和主流媒體的認可。更客觀的是，他們的樂迷分別來自曾經老死不相來往的朋克和金屬兩大陣營。這種壯觀的景像只在十幾年前Grunge大潮興起時間出現過。這種外界的認可正是來自他們穿做態度的誠懇，和他們音樂內容的真誠。
隨著Screamo的走紅，“Screamo”作為一頂時髦的帽子，被蘭扣在了其他任何一支EMO，後朋或者受EMO影響的硬核樂隊頭上。很多樂隊勉為其難不清不白頂著Screamo這頂帽子，但是從某種意義上說，這並不完全是一件壞事，憑藉著頂帽子，他們才得到主流的垂青，得到了大唱片公司的一紙合同。他們的成功也為後來更多的同類型樂隊進軍提供借鑒，鋪平了道路。
上前年Screamo已經成為一種主流的音樂形式，樂隊進入主流金屬雜誌和使無數樂隊揚名的MTV2 Headbanger's Ball節目頻道。前年OZZFEST（奧茲音樂節）更像鯊魚修道血腥味一樣對Screamo做出了反應，它的第二舞台就是用來做各種新式重型音樂的演練場————1998年時的“體制崩潰“，1999年的Slipknot,以及2002年的The Used，去年大膽地邀請來一幫嚎叫著青春的年輕樂隊：Atreyu、Every Time I Die、Unearth、Hatebreed以及Throwdown等。 Screamo顯然已殺入了嚴肅的重型音樂圈。